# Ethan Mordden
Ethan Mordden est un auteur américain né le 27 janvier 1949 en Pennsylvanie.

## Biographie
Il a grandi en Pennsylvanie, à Venise, Italie et à Long Island. Il est diplômé de la Friends Academy de Locust Valley, New York, et de l'Université de Pennsylvanie. Il pense tout d'abord faire carrière dans le show business et travaille comme directeur musical pour des théâtres régionaux. Il est embauché au BMI Lehman Engel Musical Theater Workshop dirigé par Lehman Engel. À la fois compositeur et parolier lyrique, Mordden écrit des partitions basées sur Measure pour Measure de William Shakespeare et sur Zuleika Dobson, un roman satirique de Max Beerbohm, et met fin à son travail d'écrivain angliciste.

## Thèmes
Ses écrits couvrent une vaste gammes de sujets incluant le théâtre musical américain, l'opéra, les films et, en particulier, les films traitant de l'émergence et du développement de l'homosexualité masculine des Américains telle qu'elle s'est manifestée à New York. Il a également écrit pour The New Yorker, y compris des romans fiction. Il a été le critique de Cole Porter, Judy Garland et de la comédie musicale Show Boat ainsi que d'une biographie des Barrymore et de la bande dessinée Maus d'Art Spiegelman.
Ses meilleures œuvres de fiction sont connues sous le nom global de Buddies. Le premier roman est publié en 1985 sous le titre How's your Romance. I've a Feeling we'r not in Kensas anymore. Le cinquième, paru en 2005, est intitulé Concluding the 'Buddies' cycle. L'ensemble est l'histoire de la vie, des amours et de la séparation d'un groupe d'amis étroitement soudés, des hommes qui font face au défi de grandir et de vieillir ensemble. Dans ce cercle d'amis, les taquineries deviennent un art interprétatif mais aucun d'entre eux n'attaque les points sensibles d'un autre. Mordden s'éloigne ainsi de la pièce de Mart Crowley The Boys in the Band dans laquelle de bons amis — ou supposés tels — s'agressent implacablement l'un l'autre dans un style qui a, depuis, toujours teinté les sujets touchant à l'homosexualité masculine comme la série télévisée Queer as Folk. Pour Mordden, l'idéal de l'amitié entre homosexuels est représenté par des hommes qui aiment sincèrement leur ego et celui de l'autre. Ils sont uniques dans l'univers homosexuel dans la mesure où ils respectent les limites de la vie privée. Ils expliquent leur dévotion mutuelle : cette « famille » est à l'abri.
En 1995, Mordden publie une épopée sous forme d'un roman How long has this been going on?, étudiant la vie de différents groupes d'hommes et de femmes de 1949 à 1991. Tous les principaux personnages, sauf un, sont homosexuels ou saphistes.
En 1998, Mordden publie l'écrit qu'il préfère parmi ses ouvrages de fiction : The Venice Adriana. Inspiré par la vie et l'art de la soprano Maria Callas, il traite de la question de savoir l'Homme est piégé par le destin ou libre de choisir une destinée.
Mordden publie A Bad Man Is Easy To Find en 1989, sous le pseudonyme de M. J. Verlaine. Bien que l'œuvre s'apparente au cycle des Buddies par sa structure faite de courtes histoires interdépendantes, elle décrit la vie de femmes uniquement, mis à part un seul personnage "gay" de second plan.
En 2008 paraît The Jewcatcher, un roman surréaliste qui se déroule à Berlin depuis la fin de la République de Weimar jusqu'aux derniers jours de la Seconde Guerre mondiale. La plupart des personnages sont un mélange de pure invention et de personnages ayant réellement existé comme Adolf Hitler, Marlène Dietrich, Raoul Wallenberg, Claus von Stauffenberg et le Président Hindenburg.
En 2015, Mordden publie One Day in France, roman réaliste qui s'emploie à évoquer l'histoire de la destruction d'Oradour-sur-Glane par les Allemands en 1944. Mordden invente tous les personnages. 
Outre ses romans, il a publié sept volumes concernant l'historique du Théâtre musical de Broadway des années 1920 aux années 1980. Ce guide culturel est une critique du phénomène de la diva d'opéras et des ouvrages de Richard Rogers et Oscar Hammerstein II. Mordden a également publié un grand nombre d'ouvrages en rapport avec le cinéma. Il a analysé l'influence des studios Hollywoodiens et de ses actrices. Dans tous ses écrits narratifs, Mordden a été le premier des écrivains à faire part de son expérience personnelle et à discuter de sa personnalité.
Le New York Times caractérise Mordden comme faisant partie d'un groupe de « méditation sur la culture du peuple » animé par Pauline Kael.

## Publications
- 1986 : Buddies
- 1989 : Opera Anecdotes, Oxford Paperbacks
- 1984 : Pooh's Workout Book
- 2008 : Ziegfeld: The Man Who Invented Show Business, St. Martin's Press
- 2012 : Love Song: The Lives of Kurt Weill and Lotte Lenya, St. Martin's Press
- 2013 : Anything Goes: A History of American Musical Theatre, OUP USA
- 2013 : The Hollywood Studios, Knopf